# Heinrich Benda
Heinrich Benda (getauft 20. März 1754 in Gotha; † zwischen 1795 und 1806 in Berlin) war ein deutscher Violinist. Er war der zweitälteste Sohn des Komponisten Georg Anton Benda. 

## Leben
Heinrich Benda wurde ohne weitere Vornamen in der Schlosskirche von Gotha getauft, Pate war der Stiefvater seiner Mutter, der Gothaer Gelehrte Johann Heinrich Stuß, 1713–1717 auch Rektor des Pädagogiums in Ilfeld.
Wie sein nur 18 Monate älterer Bruder, der spätere Violinist und Komponist Friedrich Ludwig Benda wird auch er seine musikalische Ausbildung durch seine Gothaer Verwandten (Vater Georg Anton Benda, Onkel Dismas Hattasch sowie Tante Anna Franziska Hattasch) erhalten haben.
1775 wurde er Mitglied der Seylerschen Gesellschaft, die nach einem Theaterbrand in Weimar auf Gotha ausgewichen war, und ging als Geiger gleichzeitig mit seinem Bruder Friedrich Ludwig Benda  als Konzertmeister auf Reisen (Leipzig, Dresden, Frankfurt, Mainz, Mannheim, Köln und Hanau).
Nachdem sich im Herbst 1779 die Seylersche Gesellschaft wegen finanzieller Schwierigkeiten aufgelöst hatte, ging Friedrich Ludwig Benda nach Hamburg, Heinrich Benda letztendlich nach Berlin, wo er spätestens 1782 Mitglied am Döbbelinschen Theater, danach am Nationaltheater wurde. 
1782 heiratete er Christina Luise Polzin, die Witwe des Gasthausbesitzers Johann Ludwig Döbbelin, Bruder des Schauspielers und Theaterdirektors Karl Theophil Döbbelin. Nach seiner Einheirat wurde von Heinrich Benda als „Violinist und Gastwirt“, „Coffetier Benda“ und bei „Henrici“ gesprochen, dessen Gasthaus ein beliebter Künstler-Treffpunkt war.
1784 nahm Heinrich Benda seinen jüngsten Bruder Carl Ernst Eberhard Benda (1764–1814) bei sich auf, dieser debütierte 1785 bei Döbbelin, dessen Bühne sich im selben Hause (Behrenstraße) befand. Ab 1786 war auch sein zweitjüngste Bruder, der Sänger und Schauspieler Hermann Christian Benda (1759–1805) in Berlin engagiert bis zu seinem Wechsel an Goethes Weimarer Hoftheater im Jahre 1791. 
Das Sterbedatum Heinrich Bendas ist nicht bekannt, zum Todeszeitpunkt seines Vaters im November 1795 lebte er noch, bei der Heirat seiner jüngsten Tochter im Januar 1806 wurde er als bereits verstorben bezeichnet.
Familie
Vier Geschwister von Heinrich Benda konnten ebenfalls Karriere auf deutschen Bühnen machen:
- Friedrich Ludwig Benda (1752–1792), Geigenvirtuose u. Komponist in Mannheim, Hamburg, Ludwigslust und Königsberg
- Catharina Justina Benda (1757–1815), verwitwete Zimdar, verheiratete Blanchard, Schauspielerin und Sängerin, in Hamburg, Schleswig, zuletzt viele Jahre in Breslau
- Hermann Christian Benda (1759–1805), Sänger und Schauspieler, in Hamburg, Berlin, zuletzt viele Jahre am Hoftheater Weimar unter Goethe
- Carl Ernst Eberhard Benda (1764–1824), in Berlin zunächst als Schauspieler und Sänger am Döbbelinschen Theater, dann viele Jahre am dortigen Hoftheater